# Lille skrigeørn
Lille skrigeørn (Clanga pomarina) er en ørn, der især yngler i Østeuropa. Vinterkvarteret er Afrika syd for ækvator. Fra sine ynglepladser i Tyskland og Polen strejfer den undertiden til Skandinavien.